# Иткин, Илья Борисович
Илья Борисович Иткин (род. 19 января 1973 г.) — российский лингвист. Доктор филологических наук, переводчик, старший научный сотрудник Института востоковедения РАН, доцент Школы филологии, Факультета гуманитарных наук НИУ ВШЭ. Сфера научной деятельности — морфонология, словообразование, тохарские языки.

## Биография
Окончил Российский государственный гуманитарный университет по специальности «Лингвистика», квалификация «Лингвист-специалист в области теоретической и прикладной лингвистики» (1995). В 1998 году защитил кандидатскую диссертацию «Теоретические и типологические проблемы описания морфонологии» (специальность 10.02.20 «Сравнительно-историческое, типологическое и сопоставительное языкознание»).
В 2024 году защитил докторскую диссертацию "Тохарские A тексты из собрания Берлинской библиотеки: новые данные".
Несколько лет преподавал литературу в частной школе «Муми-Тролль» в Москве и руководил гуманитарным отделением Летней экологической школы. В 2016 году после обвинений в сексуальных домогательствах к школьницам Иткин был смещён с поста руководителя отделения ЛЭШ и перестал работать в «Муми-Тролль». В 2022 году он стал одним из героев подкаста «Ученицы», посвящённого систематическому сексуализированному насилию в ЛЭШ. По словам создательницы подкаста, журналистки Анастасии Красильниковой, в связи с выходом подкаста Иткин угрожал ей уголовным делом за клевету.
Руководит организацией и проведением Московской традиционной олимпиады по лингвистике и математике, автор многих лингвистических задач и научно-популярных публикаций, один из постоянных преподавателей Летней лингвистической школы. Член оргкомитета московской традиционной Олимпиады по лингвистике, председатель проверочной комиссии Олимпиады, автор более 70 олимпиадных задач.

### Участие в игре «Что? Где? Когда?»
Является игроком спортивной версии «Что? Где? Когда?», с 1995 по 2006 год — капитан Команды Ильи Иткина. С 2006 года играл за команду ЛКИ (Москва), в 2012—2018 годах — за команду «Дилемма United» (Нижний Новгород). Бронзовый призёр чемпионатов России (2003, команда Иткина; 2024, команда «БиВНИ ИА»), бронзовый призёр чемпионата мира (2002, команда Губанова)[значимость факта?].

#### Команда Ильи Иткина
Основана в 1995 году. Основной состав: Илья Иткин (капитан), Пётр Бавин, Светлана Бурлак, Мария Пастухова, Максим Сидоров, Лариса Архипова. Запасные: Тимур Мухаматулин. Бывшие игроки: Юрий Выменец, Дмитрий Иванов, Мария Баранчикова, Борис Чигидин, Владимир Степанов, Григорий Остров, Ровшан Аскеров. Наивысшие успехи команды пришлись на 2003 год, когда она заняла 3—4 места в чемпионате России и 7-е место на чемпионате мира. В 2005 году в чемпионате России команда разделила 7—10 места, в 2006 — 12—13 места. Кроме того, команда четырежды становилась призёром чемпионата Москвы (1998, 1999 — 3-е место, 2000, 2004 — 2-е место). В 2006 году команда прекратила существование[значимость факта?].

### В соавторстве
- С. А. Бурлак, И. Б. Иткин «Удвоение конечных согласных в тохарском A языке» // Типология и теория языка: От описания к объяснению. К 60-летию А. Е. Кибрика. М., 1999.
- Вяч. Вс. Иванов, С. А. Бурлак, И. Б. Иткин. Комментарии к статье Х. Бирнбаума «Славянский. Тохарский. Алтайский» // Вопросы языкознания, 2003 г. N 5.
- С. А. Бурлак, И. Б. Иткин. Тохарский текст A 446: Ещё одна рукопись тохарской A версии «Maitreyasamiti-Nat?aka» // Вопросы языкознания 2004 г. N 3.
- С. А. Бурлак, И. Б. Иткин. Ещё раз об «абсолютиве на -r-a» в тохарском A языке // XXXVII International Congress of Asian and North African Studies: Abstracts. V. 1. Москва, 2004
- С. А. Бурлак, И. Б. Иткин «Дискурсивная частица =дk в тохарском A языке» // Четвёртая типологическая школа. Международная школа по лингвистической типологии и антропологии. М., 2005.
- S. Burlak, I. Itkin. Umanca-kaum? et autres addenda et corrigenda // Tocharian and Indo-European studies. Vol. 9. Copenhagen, 2000.
- S. Burlak, I. Itkin. A sound change that never happened: The fate of Proto-Tocharian *o (B o) in Tocharian A // Tocharian and Indo-European studies. Vol. 10. Copenhagen, 2003

### Личные работы
- Иткин И. Б. Русская морфонология. М., Гнозис, 2007. 272 с.[5]
- Иткин И. Б. Указатель словоформ к неопубликованным тохарским A текстам из собрания Берлинской библиотеки. М.: ИВ РАН, 2019. 240 с.[6]